# Section de Popincourt
La section de Popincourt était, sous la Révolution française, une section révolutionnaire parisienne.

## Représentants
Elle était représentée à la Commune de Paris par :
- Louis-François Dorigny (1758-1794), charpentier, guillotiné le 11 thermidor an II (29 juillet 1794),
- André Saret, né en 1750, sculpteur demeurant rue de la Roquette.
- Martin Wiltcheritz, né à Cologne en 1749, cordonnier demeurant rue de Lappe. Il est guillotiné le 11 thermidor an II.
- François Dangé, né en 1747 ou 1749, épicier demeurant rue de la Roquette. Impliqué comme administrateur de police dans la conspiration de l'œillet et arrêté le 23 octobre 1793, il est acquitté par le Tribunal révolutionnaire le 19 novembre suivant.

## Historique
La section n’a pas changé de nom depuis sa création.

## Territoire
Secteur entre le boulevard Beaumarchais et les boulevards de Belleville et de Ménilmontant.

## Limites
La rue de Ménilmontant et celle de la Roulette, à droite, depuis le boulevard jusqu’à la barrière de Ménilmontant ; les murs depuis la barrière de Ménilmontant, jusqu’à la barrière de Charonne ; la rue de Charonne, à droite, depuis la barrière jusqu’à la rue de Lappe ; la rue de Lappe et la rue Daval à droite, jusqu’au boulevard ; le boulevard, à droite, jusqu’à la rue de Ménilmontant.

## Intérieur
Les rues du Bas-Popincourt, Popincourt, Saint-Sébastien, Amelot, Saint-Sabin, de la Contrescarpe, de la Roquette, Basfroi, du Chemin-Vert, des Amandiers, de la Folie-Renaud, des Rats, des Murs-de-la-Roquette, de la Muette, cul-de-sac de la Roquette, etc., et généralement toutes les rues, culs-de-sac, places, etc., enclavés dans cette limite.

## Local
La section de Popincourt se réunissait dans l’ancienne église Saint-Ambroise de Popincourt, située sur le même emplacement que la nouvelle, 2 rue Saint-Ambroise.

## Population
10 950 habitants, dont 1 360 ouvriers et 3 950 économiquement faibles. La section comprenait 1 300 citoyens actifs.

## 9 Thermidor an II
Lors de la chute de Robespierre, le 9 thermidor an II (27 juillet 1794), la section de Popincourt soutint la Convention nationale, sauf deux de ses représentants qui prêtèrent serment à la Commune de Paris, Louis-François Dorigny et M. Wiltcheritz, qui furent guillotinés le 11 thermidor an II (29 juillet 1794).

## Évolution
Après le regroupement par quatre des sections révolutionnaires par la loi du 19 vendémiaire an IV (11 octobre 1795) qui porte création de 12 arrondissements, la présente section est maintenue comme subdivision administrative, puis devient, par arrêté préfectoral du 10 mai 1811, le quartier de Popincourt (8e arrondissement de Paris).